# Jiah Khan
Jiah Khan, ursprungligen Nafisa Kahn, född 20 februari 1988 i New York, död 2 juni 2013 i Bombay, var en brittisk-indisk skådespelare, modell och sångare som medverkade i Bollywoodfilmer. Hon slog igenom 2007 i filmen Nishdab och fick sedan en roll i filmen Ghajini, den mest inkomstinbringande Bollywoodfilmen 2008 där hon spelar en modern och självständig kvinna. Båda rollprestationerna fick bra kritik och den första nominerades till Filmfare Best Female Debut Award. 4 juni 2013 hittades hon död i sin lägenhet i Bombay där hon hade hängt sig.

## Filmografi
| År   | Film      | Roll         | Kommentar                                       |
| ---- | --------- | ------------ | ----------------------------------------------- |
| 1998 | Dil Se..  | Young Meghna | Barnskådespelare                                |
| 2007 | Nishabd   | Jia          | Nominerad till Filmfare Best Female Debut Award |
| 2008 | Ghajini   | Sunita       |                                                 |
| 2010 | Housefull | Devika       |                                                 |